# Contea di Harney
La contea di Harney (in inglese Harney County) è una contea dello Stato dell'Oregon, negli Stati Uniti. La popolazione al censimento del 2000 era di 7 609 abitanti. Il capoluogo di contea è Burns.

## Geografia
La contea si trova nel sud-est dello Stato, al confine con il Nevada, ed è la contea più grande dell'Oregon. Il territorio è prevalentemente pianeggiante, tranne per le Steens Mountains. A sud-est dei monti si trova il Deserto Alvord. A nord dei monti si estende il bacino Harney. La contea si trova nella regione dell'High Desert.
Oggi circa 3/4 del territorio appartiene allo Stato e al governo federale. Nella contea si trova anche la Riserva Paiute Burns.

### Contee confinanti
- Contea di Grant - nord
- Contea di Malheur - est
- Contea di Humboldt (Nevada) - sud
- Contea di Washoe (Nevada) - sud-ovest
- Contea di Lake - ovest
- Contea di Deschutes - nord-ovest
- Contea di Crook - nord-ovest

## Storia
La contea fu fondata nel 1889 e fu chiamata così in onore di William S. Harney.

## Comuni

### Cities
- Burns (capoluogo)
- Hines

### Census-designated place
- Crane